# QiLinux
QiLinux è una distribuzione GNU/Linux italiana nata a Torino nel 2003, non basata su altre distribuzioni.

## Storia
Sponsorizzata e mantenuta dalla società QiNet di Torino, lo sviluppo è stato interrotto alla versione 2.0 (pubblicata nel 2007) e ogni riferimento sul sito dello sviluppatore è stato rimosso. È ora abandonware.

## Caratteristiche
- Desktop environment KDE 3
- Sistema di gestione dei pacchetti rpm integrato con apt
- Integrazione delle tecnologie (al tempo) più recenti (kernel 2.6, udev, hal, D-Bus, ...)
- Driver video accelerati ATI e NVIDIA integrati, per giochi e grafica 3D
- Supporto per i modem ADSL dei principali provider nazionali
- Localizzazione italiana dei programmi

## Distribuzioni derivate
Da QiLinux erano nate Tuga e Openmamba.

## Storico delle versioni
| Versione | Nome in codice | Data di pubblicazione |
| -------- | -------------- | --------------------- |
| 1.0      |                | 19 marzo 2004         |
| 1.1      |                | 19 agosto 2004        |
| 1.2      |                | 6 maggio 2005         |
| 2.0      | Supernova      | 1º agosto 2006        |

| Versione | Nome in codice | Data di pubblicazione |
| -------- | -------------- | --------------------- |
| 1.0      |                | 15 novembre 2004      |
| 1.1      |                | 17 dicembre 2004      |